# Chikuma (1938)
Pour les autres navires du même nom, voir Chikuma (navire).
Le Chikuma (筑摩) est un croiseur lourd de la classe Tone en service dans la Marine impériale japonaise. Le navire est baptisé d'après le nom de la rivière Chikuma, située dans la Préfecture de Nagano, au Japon.
Il est mis sur cale aux chantiers navals Mitsubishi de Nagasaki le 1er octobre 1935, il est lancé le 19 mars 1938 et admis au service actif le 20 mars 1939 au sein de la 6e Division de croiseurs, une affectation éphémère puisqu'en novembre 1939 il retrouve son sister-ship Tone au sein de la 8e Division de croiseurs. Sa particularité réside en la concentration de l'armement de chasse à l'avant, laissant la plage arrière disponible pour le lancer d'hydravions avec pour mission principale la reconnaissance avancée de la flotte.
Très actif pendant la Seconde Guerre mondiale, le navire participe à de nombreuses missions et batailles au cours duquel il finit sabordé par un navire japonais après la bataille de Samar en octobre 1944.

## Historique

### Début de carrière
Après son admission au service actif, il participa à plusieurs exercices dans les eaux japonaises avant trois déploiements au large du sud de la Chine entre mars 1940 et mars 1941.

### Début de la Guerre du Pacifique
Son véritable baptême du feu a lieu au moment de l'attaque japonaise sur Pearl Harbor. À l'aube du 7 décembre 1941, vers 6 h 30, le Tone et le Chikuma lancent chacun un hydravion Nakajima E8N « Dave » pour une dernière mission d'observation au-dessus de Pearl Harbor, confirmant la présence de la flotte américaine mais décevant les officiers japonais en notant l'absence des porte-avions.
Le raid sur les îles Hawaï achevé, la 8e Division de croiseurs fut détourné avec les porte-avions Sōryū et Hiryū pour aider les forces japonaises attaquant la petite île de Wake qui résista du 7 au 24 décembre 1941 en dépit d'une infériorité de forces manifeste. Les Tone et Chikuma sont de retour à Kure, en baie de Hiroshima, le 29 décembre 1941.
Le 14 janvier 1942, la 8e Division de croiseurs basée à Truk, dans l'archipel des Carolines, assura la couverture des débarquements japonais à Rabaul en Nouvelle-Bretagne ainsi que les attaques sur Lae et Salamaua en Nouvelle-Guinée.
Le 1er février, les porte-avions de l'amiral William F. Halsey bombardèrent l'atoll de Kwajalein et le Chikuma participe à l'infructueuses poursuite menée par les porte-avions japonais. Quelques jours plus tard, le 19 février 1942, le Tone et le Chikuma participèrent au raid sur Port Darwin, en Australie Le 25 février 1942, le Chikuma appuya l'opération amphibie japonaise sur Java.

### Bataille de la mer de Java
Le 1er mars 1942, un hydravion du Chikuma repère le cargo néerlandais Modjokerto (8 806 tonnes) tentant de quitter Tjilatjap pour gagner l'Australie. Le Chikuma appuyé par le Tone et les destroyers Kasumi et Shiranui l'interceptèrent et le coulèrent avant la nuit. L'après midi même, les hydravions de la 8e Division de croiseurs repérèrent le vieux destroyer USS Edsall. Le Chikuma ouvrit le feu avec ses canons de 8 pouces (203 mm) en limites de portée et sans aucun succès. Les deux croiseurs furent appuyé alors par les cuirassés Hiei et Kirishima, les trois navires tirant 297 obus de 14 pouces (356 mm), 132 obus de 6 pouces (152 mm), 844 obus de 8 pouces (203 mm), 62 obus de 5 pouces (127 mm) et des obus de 4 pouces (102 mm) des cuirassés sans pour autant mettre hors de combat le petit destroyer, pourtant touché à plusieurs reprises. L'Edsall fut cependant stoppé par le Tone et les bombardiers en piqué des porte-avions Sōryū et Akagi avant qu'il ne soit achevé par le Chikuma.
Le 4 mars 1942, le Chikuma coule le cargo néerlandais de 5 412 tonnes Enggano qui avait été endommagé par le Takao. Le 5 mars, les hydravions du Tone et du Chikuma participent à des raids contre Tjilatjap.

### Raids dans l'océan Indien
Le 5 avril 1942, le Chikuma participe à l'attaque lancée par les porte-avions sur Colombo (Ceylan), 315 appareils coulant les destroyers Tenedos et Hector, détruisant 27 avions et tuant cinq cents personnes. Parallèlement, des hydravions du Tone et du Chikuma repérèrent les croiseurs lourds Cornwall et Dorsetshire qui furent coulés par les Val embarqués sur les porte-avions de Chūichi Nagumo qui coulèrent également le vieux porte-avions Hermes. La mission terminée, la Task Force regagna le Japon à la mi-avril, échouant à rattraper les porte-avions de l'amiral Halsey qui avaient participé au raid de Doolittle sur Tokyo.

### Bataille de Midway
Lors de la bataille de Midway, le Tone et le Chikuma sont intégrés à la force de l'amiral Nagumo, chargés de missions de reconnaissance. Le 4 juin 1942, les deux croiseurs lourds catapultent chacun deux hydravions « Jake » pour localiser les porte-avions. L'hydravion n ° 4 du Tone parti avec une demi-heure de retard localisa les porte-avions, transmettant l'information qui renforça l'indécision de Nagumo qui préparait alors un second raid sur Midway. Le Tone et le Chikuma ressortirent indemnes de la contre-attaque des avions embarqués américains. Ils reçurent l'ordre de renforcer les forces de l'amiral Boshirō Hosogaya au large des Aléoutiennes mais cet ordre fut rapporté lorsque la contre-attaque américaine envisagée ne se matérialisa pas.
Le contre-amiral Chuichi Hara prend le commandement de la Division à partir du 14 juillet 1942. Après l'invasion américaine de Guadalcanal, le Chikuma et le Tone ont été envoyés vers le sud le 16 août avec les porte-avions Shōkaku, Zuikaku, Zuihō, Jun'yō, Hiyō et Ryūjō. Ils ont été rejoints par les cuirassés Hiei, Kirishima, le transport d'hydravions Chitose et les croiseurs Atago, Maya, Takao et Nagara.

### Bataille des Salomon orientales
Il participa ensuite aux différentes batailles de la campagne comme la bataille des Salomon orientales (23-25 août 1942) en compagnie de la 7e Division de croiseurs (Kumano  et Suzuya) participant à la découverte de la flotte américaine.

### Bataille de Santa Cruz

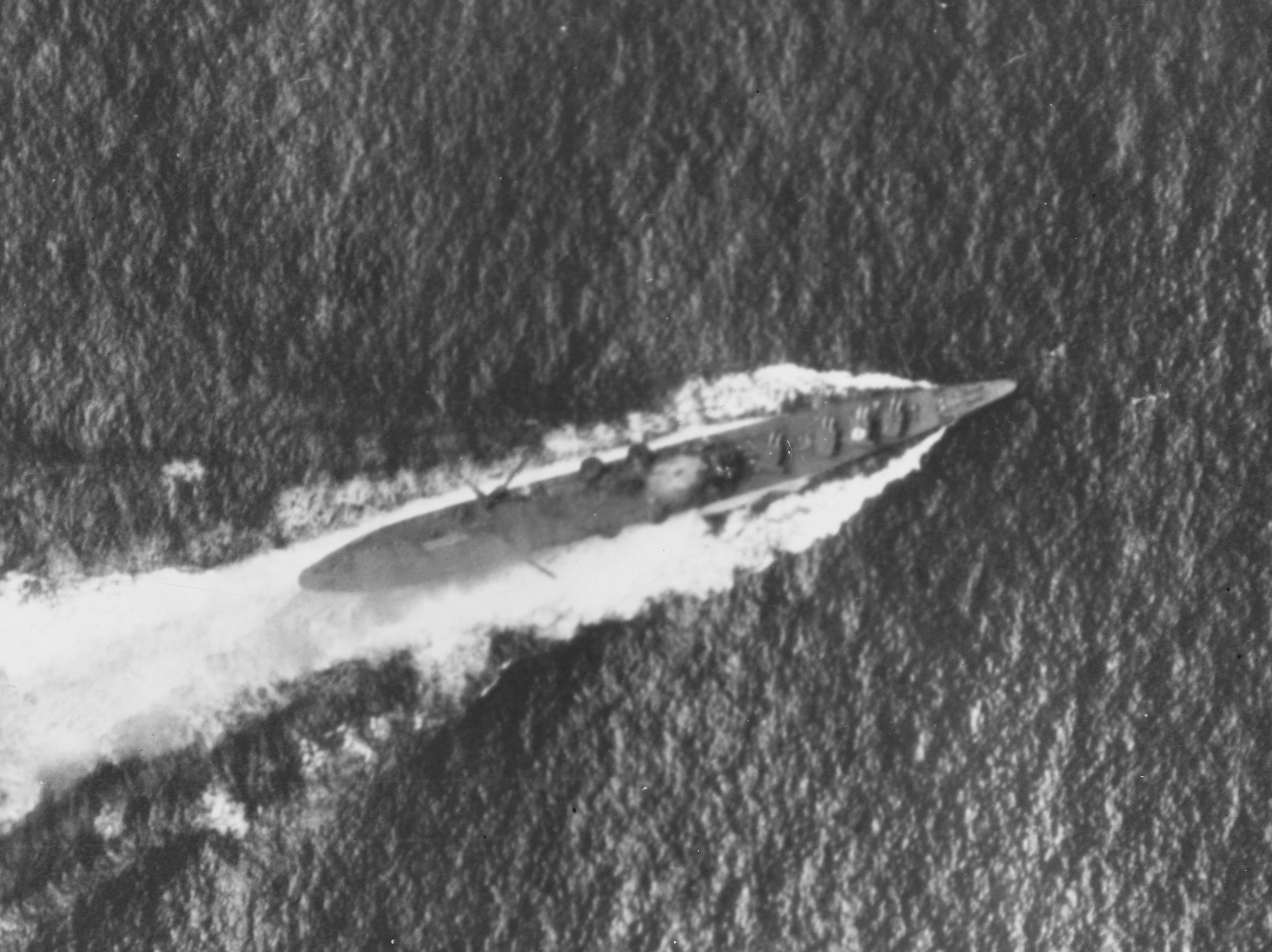
Le Chikuma sous une attaque aérienne au cours de la bataille des îles Santa Cruz.

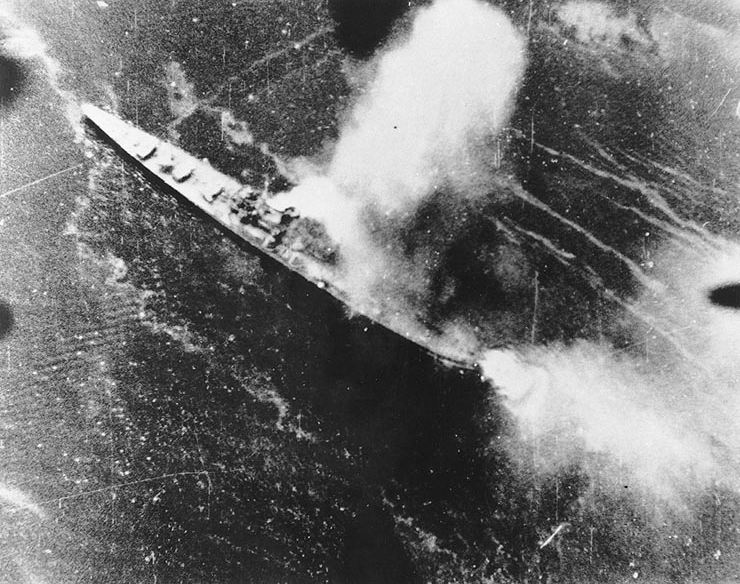
Le Chikuma sous les bombes américaines lors de l'attaque sur Rabaul le 5 novembre 1943.

Deux mois plus tard, il participa à la bataille de Santa Cruz, assurant la découverte des navires américains. Attaqués par l'aviation embarquée japonaise, les Américains perdirent le Hornet pendant que le cuirassé South Dakota et le croiseur léger San Juan étaient sérieusement endommagés. Le Chikuma fut attaqué par un Douglas SBD Dauntless du Hornet touchant le croiseur au niveau de la plate-forme tribord avant lance-torpilles. Les dégâts ne furent pas aussi catastrophiques car les torpilles furent promptement jetées à la mer. Deux autres bombes touchèrent le croiseur faisant 190 morts et 154 blessés, dont le capitaine du navire Keizō Komura.
Le Chikuma escorté par les destroyers Urakaze et Tanikaze regagna Truk pour des réparations d'urgence, lui permettant de résister à la traversée jusqu'à Kure en compagnie du porte-avions Zuiho lui aussi endommagé. Les réparations achevées le 27 février 1943 furent l'occasion de renforcer la DCA (notamment l'ajout de canons de 25 mm Type 96 supplémentaires) et d'installer un radar de veille aérienne type 21.
Le 15 mars 1943, le Chikuma reçut l'ordre de regagner Truk pour y retrouver son sister-ship. Le 17 mai cependant, le Chikuma et le Tone escortèrent le cuirassé Musashi transportant les cendres de l'amiral Isoroku Yamamoto, tué le 18 avril 1943 lorsque son avion et celui de son état major furent abattus par des P-38 Ligthning de l'USAAF. Le Chikuma était de retour à Truk le 15 juillet 1943 après avoir échappé à plusieurs attaques de submersibles américains.
De juillet à novembre 1943, le Chikuma effectua plusieurs missions de transport entre Truk et Rabaul ainsi que des missions de patrouilles dans les îles Marshall pour tenter de retrouver les porte-avions américains. Alors qu'il ravitailla à Rabaul le 5 novembre 1943, le Chikuma ainsi que les croiseurs lourds Atago, Takao, Maya, Mogami et les croiseurs légers Agano et Noshiro sont attaqués par 97 avions des porte-avions Saratoga et Princeton. Le Chikuma fut attaqué par un Dauntless mais la bombe tomba à côté du croiseur, seul le souffle et les éclats provoquèrent des dégâts.
De retour à Kure le 12 décembre 1943, le Chikuma reçoit une DCA supplémentaire. La 8e Division de croiseurs est dissoute le 1er janvier 1944 et le Tone comme le Chikuma furent réaffectés à la 7e Division de croiseurs composée du Suzuya et du Kumano. La refonte fut achevée le 1er février 1944 et le croiseur lourd gagna Singapour le 13 février. Il s'engagea ensuite dans une mission de chasse au commerce allié dans l'Océan Indien jusqu'à son retour à Batavia le 15 mars 1944. Cinq jours plus tard, il devint navire amiral de la 7e Division.

### Bataille de la mer des Philippines
Au mois de juin 1944, le Chikuma participe avec son sister-ship à la bataille de la mer des Philippines dans le cadre de l'Opération A-Go, la réponse japonaise aux débarquements américains dans les îles Mariannes. Comme son sister-ship, il échappa à la destruction et pu regagner Okinawa.
Après avoir transporté des troupes de l'Armée entre le Japon et Okinawa, le Chikuma regagna Singapour en juillet 1944, devenant à cette occasion le navire amiral de la 4e Division comprenant également l'Atago, alors en réparations.

### Bataille du golfe de Leyte

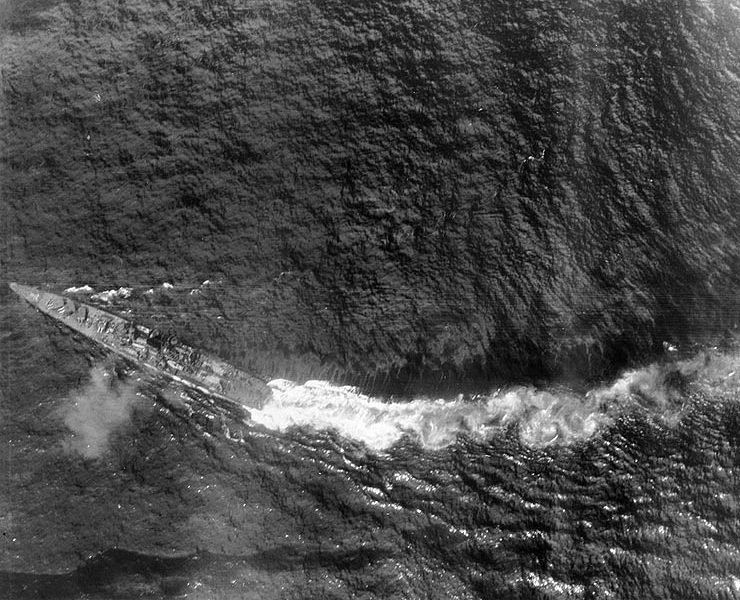
Le Chikuma sous une attaque aérienne lors de la bataille de Samar le 25 octobre 1944.

Le 23 octobre 1944, le Chikuma accompagné par les croiseurs lourds Kumano, Suzuya et Tone quittèrent Brunei pour retrouver la 1re Flotte Mobile de l'amiral Takeo Kurita, incluant également les croiseurs lourds Atago, Maya et Takao. Lors de la bataille du détroit de Palawan, les sous-marins américains effectuèrent une sévère purge dans les rangs de la marine impériale : l'Atago et le Maya furent coulés et le Takao endommagé. Lors de la bataille de la mer de Sibuyan le lendemain, le cuirassé Musashi fut coulé et les cuirassés Nagato, Haruna et le croiseur lourd Myoko furent endommagés.
Le 25 octobre 1944 lors de la bataille de Samar, le Chikuma engagea les porte-avions d'escorte, les destroyers et les destroyers d'escorte américains qui couvraient le débarquement des forces de la 7e armée. Le Chikuma participa ainsi à la destruction du porte-avions d'escorte USS Gambier Bay. Il engagea ensuite le destroyer USS Heermann, l'endommagea sévèrement mais fut bientôt pris à partie par les avions embarqués américains. Quatre avions torpilleurs TBM Avenger attaquèrent le croiseur lourd, une torpille le touchant à bâbord arrière, désintégrant son gouvernail et ses hélices. La vitesse tomba brusquement de 18 à 9 nœuds puis il devint ingouvernable. À 11 h 5, le Chikuma fut attaqué par cinq TBM Avenger du porte-avions d'escorte Kitkun Bay qui placèrent deux torpilles à bâbord au milieu du navire, entraînant l'inondation des salles des machines. À 14 h 0, trois Avenger venant des porte-avions d'escorte USS Ommaney Bay et USS Natoma Bay attaquèrent le croiseur lourd qui encaissa encore trois torpilles.
Il semble que c'est le destroyer Nowaki qui acheva l'épave du croiseur lourd en fin de matinée à la position 11° 25′ N, 126° 36′ E, après avoir récupéré les survivants, mais une étude récente suggère un naufrage causé par les attaques américaines, le Nowaki se contentant de récupérer les survivants.
Le 26 octobre 1944, le Nowaki fut coulé à son tour par les grands croiseurs légers Vincennes, Biloxi et Miami et les destroyers de la 103e Division de destroyers Miller, Owen et Lewis Hancock (en), entraînant dans la mort 1 400 hommes dont tous les survivants du Chikuma à l'exception d'un seul.
Le Chikuma est rayé des registres le 20 avril 1945.